# Giuseppe Buffi
Giuseppe Buffi (Locarno, 26 settembre 1938 – Chioggia, 20 luglio 2000) è stato un politico svizzero, Consigliere di Stato del Canton Ticino iscritto al Partito Liberale Radicale.

## Biografia
Subentra nel 1986 a Carlo Speziali in Consiglio di Stato dove dirige il DECS per 14 anni. Deputato in Gran Consiglio nel 1971 e 1976, muore il 20 luglio del 2000, stroncato da un infarto.